# Клугман, Марк Миронович
Марк Миронович Клугман (17 августа 1897, Саратов — после 7 декабря 1937) — советский общественный деятель и учёный, первый директор Саратовского юридического института им. Д. И. Курского (1931—1933).

## Биография
Марк Миронович Клугман родился 17 августа 1897 года. Его отец Мирон Захарович Клугман, по профессии портной, был хозяином портняжной мастерской на Царицынской улице в Саратове, разгромленной толпой во время еврейского погрома 19 октября 1905 года.
Окончил факультет советского строительства и права Саратовского государственного университета.
С 12 мая 1920 года — член ВКП(б). Активный участник гражданской войны. Занимал ряд ответственных должностей в РККА до командира батальона включительно. В 1919 году попадал в плен к деникинцам.
После демобилизации из РККА в 1923 году Марк Миронович Клугман работал в органах юстиции Саратовской области, в том числе народным судьёй в Петровском городском суде Саратовской области.
С 1929 года являлся заведующим Правовым отделением Факультета Советского строительства и права Саратовского государственного университета, активный участник реорганизации факультета в институт.
Клугман М. М. командируется с 7 по 15 апреля 1931 года в Москву в Организационный отдел ВЦИК по вопросу реорганизации факультета советского права Саратовского государственного университета в институт.
В период с 1 июня 1931 по 1 августа 1933 года занимал должность директора Саратовского юридического института им. Д. И. Курского.
С 1 августа 1933 года (приказ Наркомюста РСФСР от 2 августа 1933 года) Клугман был отчислен с занимаемой должности, затем переведен в Киев и репрессирован: в «расстрельном списке» по Украинской ССР от 7 декабря 1937 года значится во второй категории (10 лет лагерей). Дальнейшая судьба неизвестна.